# 606. pehotna divizija (Wehrmacht)
606. pehotna divizija (izvirno nemško 606. Infanterie-Division; kratica 606ID) je bila pehotna divizija Heera v času druge svetovne vojne.

## Zgodovina
Divizija je bila ustanovljena 11. aprila 1945.

## Organizacija
- grenadirski polk
- 606. inženirski bataljon
- 1606. komunikacijska četa
- 1606. oskrbovalni polk
- 1606. tankovskolovska četa